# Rhodobryum humipetens
Rhodobryum humipetens är en bladmossart som beskrevs av Jean Édouard Gabriel Narcisse Paris 1900. Rhodobryum humipetens ingår i släktet rosmossor, och familjen Bryaceae. Inga underarter finns listade i Catalogue of Life.